# آزمایش حالت بی‌باری
آزمایش مدار باز (انگلیسی: Open-circuit test) آزمایشی است در مهندسی برق که در آن میزان امپدانس ترانسفورماتور در حالت بی‌باری بررسی می‌شود. هدف از این آزمایش تعیین مقادیر المنهای مربوط به شاخه موازی مدار معادل است. شرح انجام آزمایش به این صورت است که دو طرف سیم‌پیچ ثانویه ترانسفورماتور از بار جدا می‌شود. وات‌متر و آمپرمتر در سمت سیم پیچ اولیه قرار داده می‌شود. در این روش با یک تقریب ناچیز تلفات هسته ترانسفورماتور قابل محاسبه است. از این آزمایش اینچنین نتیجه گرفته می‌شود که تلفات آهنی ترانسفورماتور جزء تلفات ثابت ترانسفورماتور است.

## روش
مطابق تصویر دو طرف ثانویه ترانسفورماتور از بار جدا شده است و طرف اولیه به ولتاژ نامی شبکه متصل می‌شود. ولتاژ اعمالی به ترانسفورماتور باعث مغناطیس شدن هسته ترانس و عبور جریان بی‌باری از سیم‌پیچ اولیه می‌شود. چونکه جریان سیم‌پیچ ۲ تا ۶ درصد جریان نامی است می‌توان از تلفات سیم‌پیچ اولیه چشم‌پوشی کرد. با این تقریب قدرت ورودی که واتمتر نمایش می‌دهد همان توان تلف شده در هسته ترانس است که به آن تلفات آهنی می‌گویند.